# I Don't Dance
«I Don't Dance» es una canción interpretada por Lucas Grabeel y Corbin Bleu en la película para televisión, High School Musical 2, lanzada en 2007. Es la primera de siete canciones del álbum High School Musical 2 en figurar en Billboard Hot 100.

## Escena en High School Musical 2
En la película, High School Musical 2, la canción es presentada en una campo de baseball. El actor Corbin Bleu se beaned en tres ocasiones diferentes, mientras filman la escena. En los retos de la filmación de la escena, Bleu declaró "It's bad enough that you're mixing acting with dancing and singing all at once. But then you throw sports into it and it's incredibly difficult — especially for me.".